# Baby blue (canción)
«Baby blue» es una canción grabada por el cantante y compositor mexicano Kevin Kaarl. La canción fue escrita y producida por él mismo. Se lanzó de forma independiente el 1 de febrero de 2019 y está incluida dentro de su primer álbum de estudio Hasta el fin del mundo, como el primer track.

## Video musical
No se lanzó ningún vídeo oficial para «Baby blue».

## Lista de canciones

### Descarga digital
| Baby blue— Single |             |                                |          |  |
| N.º               | Título      | Escritor(es)                   | Duración |  |
| 1.                | «Baby blue» | Kevin Eduardo Hernández Carlos | 4:34     |  |